# Sovietizare

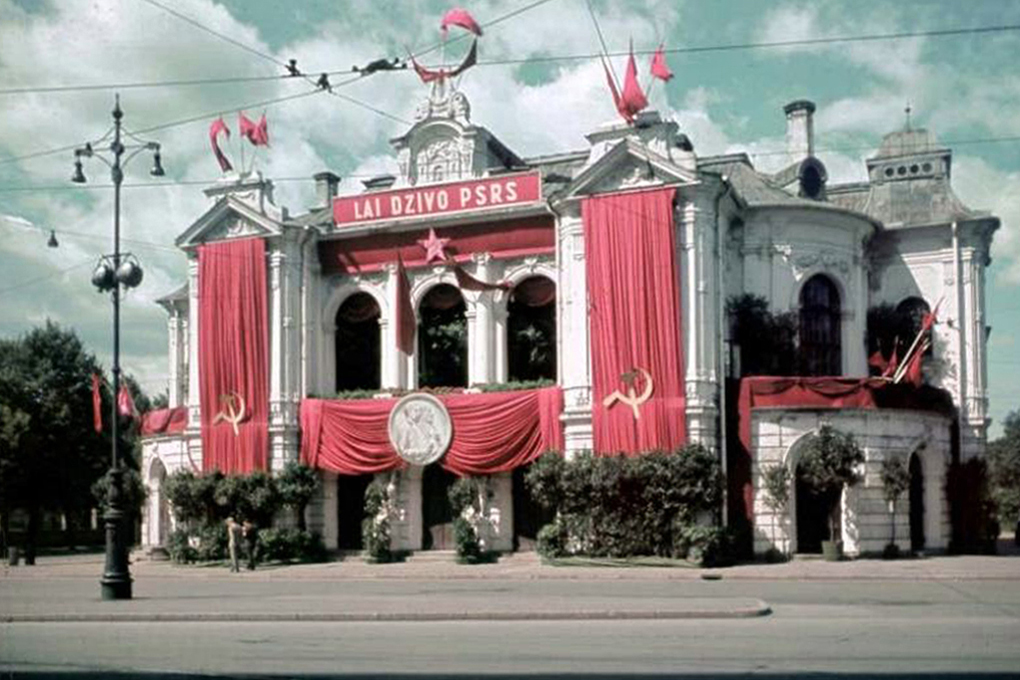
Teatrul Național Leton decorat cu simboluri sovietice (coasă și ciocan, stea roșie, steaguri roșii și un portret dublu al Lenin și Stalin) după ocupația sovietică în 1940. Textul din partea de sus spune „Trăiască URSS!”

Sovietizarea este un termen folosit în general cu două înțelesuri distincte, dar înrudite: 
- adoptarea sistemului politic bazat pe modelul sovietelor – sfaturile muncitorești și
- adoptarea modului de viață și a mentalității modelate după cele ale Uniunii Sovietice.

„Sovietizarea”, ca proces de adoptare a sistemului politic și social al Uniunii Sovietice, a avut loc în țările Europei Răsăritene după încheierea celui de-al doilea război mondial. În sensul cel mai larg, sovietizarea Europei Răsăritene a inclus adoptarea, (de multe ori silită) a instituțiilor, legilor, obiceiurilor, tradițiilor și modului sovietic de viață, atât la nivel național cât și la nivelul comunităților mici, locale. Schimbările erau promovate și accelerate de propaganda oficială și avea ca scop crearea unui mod comun de viață în statele aflate în sfera de influență sovietică. În multe cazuri, sovietizarea a fost acompaniată de deportări ale așa-numiților „dușmani ai poporului”, (culacii sau osadnicii de exemplu) în lagărele de muncă ale gulagurilor sau în exil.
Într-un sens mai restrâns, termenul „sovietizare” desemnează schimbările mentale și sociale din cadrul populației Uniunii Sovietice și a sateliților ei  care ar fi trebuit să aducă noul om sovietic (după susținătorii ideii) sau a Homo Sovieticus (după criticii ideii).
În ultimii ani, termenul „sovietizare”  este aplicat în sens peiorativ evenimentelor din Rusia din timpul mandatului președintelui Vladimir Putin, evenimente care ar fi căpătat caracteristici specifice defunctei Uniuni Sovietice.